# أرمون جونسون
أرمون جونسون (بالإنجليزية: Armon Johnson)‏ مواليد 23 فبراير 1989 في شيكاغو، هو لاعب كرة سلة أمريكي. بدأ مسيرته الاحترافية في سنة 2010. تم اختياره من قبل فريق بورتلاند ترايل بلايزرز خلال الدرافت. يبلغ طوله 6 قدم 3 بوصة (1.9 م).

## المسيرة الاحترافية
لعب مع بورتلاند ترايل بلايزرز من سنة 2010 إلى 2012، ثم لعب مع بروكلين نتس في سنة 2012، ثم لعب مع نادي بلد الوليد لكرة السلة في الدوري الإسباني في سنة 2014، ثم لعب مع لو مان سارت باسكت في الدوري الفرنسي في سنة 2014.

## روابط خارجية
- أرمون جونسون على موقع إن بي أي (الإنجليزية)
- أرمون جونسون على موقع سبورتس رفرنس (الإنجليزية)
- أرمون جونسون على موقع الدوري الإسباني لكرة السلة (الإسبانية)
- أرمون جونسون على موقع كرة السلة الأوروبية.كوم (الإنجليزية)
- أرمون جونسون على موقع كلية كرة السلة في سبورتس رفرنس.كوم (الإنجليزية)
- أرمون جونسون على موقع ريلجم (الإنجليزية)
- أرمون جونسون على موقع بروبوليرز (الإنجليزية)
- أرمون جونسون على موقع سبورتس رفرنس (الإنجليزية)
- أرمون جونسون على موقع سبورتس رفرنس (الإنجليزية)